# Alfalter
Alfalter ist ein Gemeindeteil und eine Gemarkung der Gemeinde Vorra im Landkreis Nürnberger Land (Mittelfranken, Bayern). Die Gemarkung Alfalter hat eine Fläche von 6,843 km2. Sie ist in 1576 Flurstücke aufgeteilt, die eine durchschnittliche Flurstücksfläche von 4341,69 m2 haben. In ihr liegt neben dem namensgebenden Ort der Gemeindeteil Düsselbach.

## Geographie

### Lage
Das Kirchdorf liegt an der Staatsstraße 2162 und an der Bahnstrecke Nürnberg–Cheb im Übergang zwischen dem Oberen und Mittleren Pegnitztal.

### Nachbarorte
Die Nachbarorte von Alfalter sind (im Norden beginnend im Uhrzeigersinn): Düsselbach, Eschenbach, Kleinviehberg, Großviehberg und Kleedorf.

### Geologie
Alfalter befindet sich in der Hersbrucker Alb. Geologisch gehört die Hersbrucker Alb zur Nördlichen Frankenalb. In der charakteristischen Juralandschaft des Ortes bilden die geologischen Schichten des Weißen Jura (Malm) die höchsten Erhebungen. Im Westen kommen neben der Hartmannshof-Formation, auch die Frankenalb-Formation und die Treuchtlingen-Formation des Weißen Jura vor. Schichten des Braunen Juras (Dogger) treten unter dem Malm zutage. Das Pegnitztal weitet sich in Alfalter auf und die quartären Tallfüllungen prägen die weite Tallandschaft.

### Klima
Der Ort liegt in der kühl-gemäßigten Klimazone und weist ein humides Klima auf. Alfalter befindet sich im Übergangsbereich zwischen dem feuchten atlantischen und dem trockenen Kontinentalklima. Nach der Klimaklassifikation von Köppen/Geiger zählt Alfalter zum gemäßigten Ozeanklima (Cfb-Klima). Dabei bleibt die mittlere Lufttemperatur des wärmsten Monats unter 22 °C und die des kältesten Monats über −3 °C.

## Geschichte

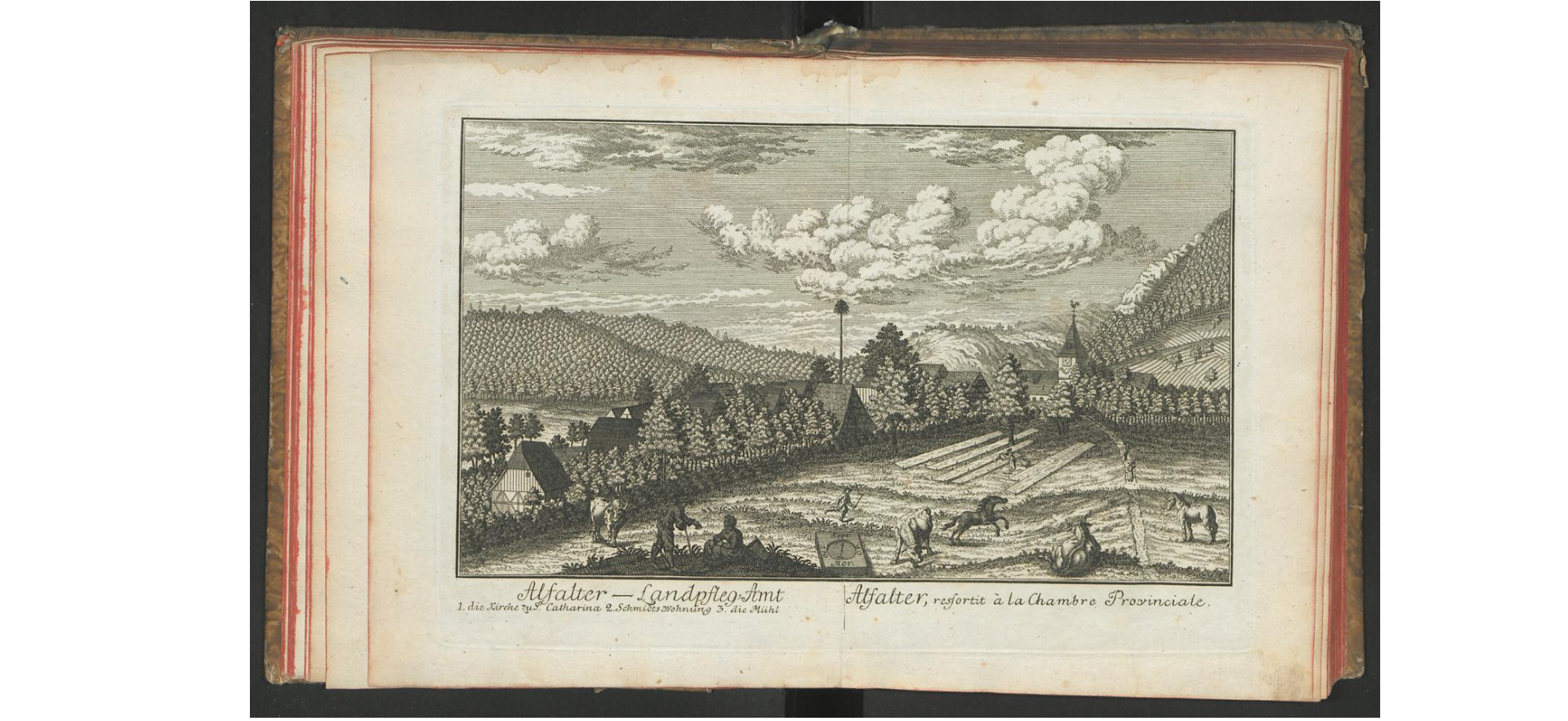
Alfalter (1760)

### Ortsname
Der Ortsname leitet sich von dem Adelsgeschlecht der Herren von Affaltern ab.

### Gemeinde
Die Reichsstadt Nürnberg erwarb Alfalter im Jahre 1504. 1806 kam der Ort zum Königreich Bayern. 1818 entstand mit dem Bayerischen Gemeindeedikt die Gemeinde Vorra als Selbstverwaltungskörperschaft. Am 1. Januar 1972 erfolgte die Eingemeindung der bisher selbständigen Gemeinde Alfalter nach Vorra.

## Infrastruktur
- Seit 1871 gibt es eine Freiwillige Feuerwehr, die seit 1991 auch die Dorfkirchweih veranstaltet.

## Baudenkmäler

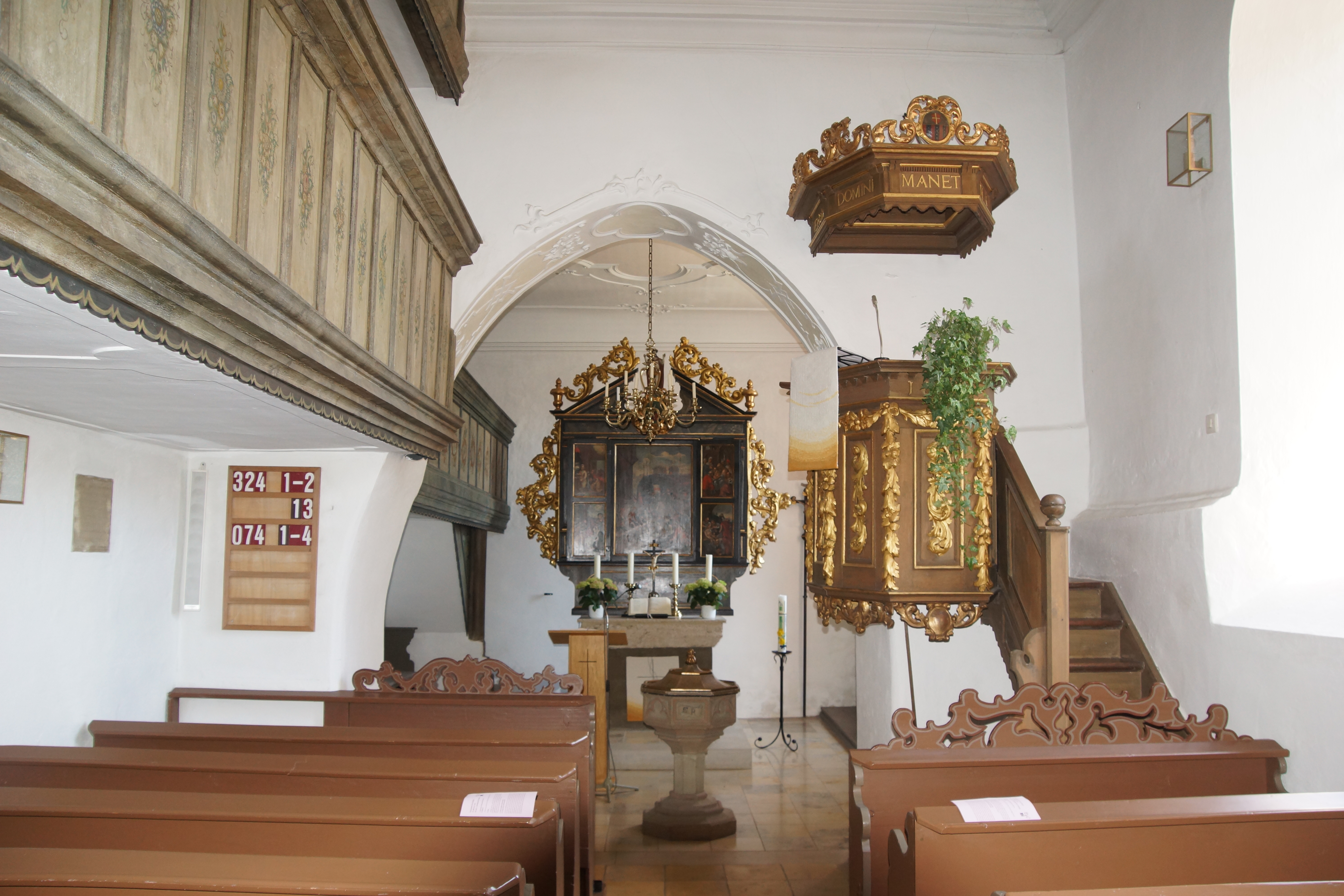
Der Innenraum der Kirche „St. Katharina“

### Kirche St. Katharina
Die evangelisch-lutherische Kirche St. Katharina befindet sich in der Ortsmitte von Alfalter. Im Jahre 1449 wurde die Kirche als Kapelle für die Heilige Katharina errichtet. Der massive Chorturm stammt aus der Mitte des 15. Jahrhunderts und weist ein Pyramidendach aus dem Jahre 1616 auf. Das Langhaus wurde 1701–1702 umgebaut und 1761–1762 stuckiert. Die Kirche ist durch eine Kirchhofmauer aus Kalkstein gefasst.